# 椰浆

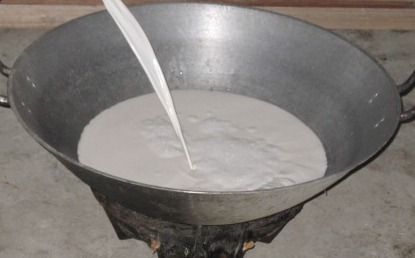
椰浆

椰浆（英語：Coconut milk）是从成熟的椰子的椰肉中榨出来的奶白色液体，与椰子中原有的半透明香甜味液体（椰子水）不同。其颜色与浓郁的味道缘于它的高油量。椰浆是东南亚與南亚国家重要的食品调味料。在马来西亚与印度尼西亚，椰浆被称為“參丹”（Santan），在菲律宾，它被称为“咖塔”（Gata）。椰浆可以用在饭菜、各种汤类和甜点中，如椰浆饭。
椰浆加糖和水制作为饮料即为椰奶（coconut milk beverage），也叫椰汁、椰子汁。椰奶为一種植物奶。

## 定義
椰漿與椰子水的區分在於它有較深厚的濃密度和乳狀之外觀， 不同於從椰子內直接取出之液體椰子水，椰漿是由椰子水和椰肉所組合。

## 配製

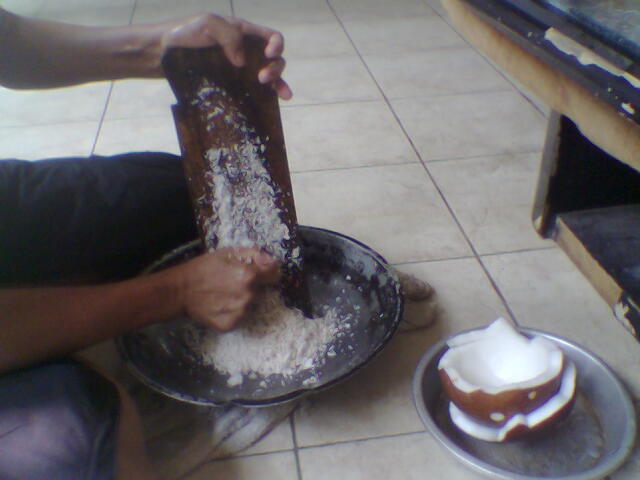
傳統方法以研磨椰肉來取得新鮮椰漿

椰漿傳統上是由研磨椰子內層白色椰肉並混合切碎之椰肉與少量水來去除研磨椰肉中的脂肪。